# Вакацуки Рэйдзиро
Вакацуки Рэйдзиро (яп. 若槻 礼次郎 Вакацуки Рэйдзиро:, 21 марта 1866 — 20 ноября 1949) — политический и государственный деятель, а также премьер-министр Японии.
Родился Вакацуки в городе Мацуэ провинция Идзумо (в наши дни префектура Симане), в семье самурая из клана Мацуэ. В 1892 году он окончил юридический колледж при Токийском императорском университете. После поступил на службу в министерство финансов, там занимал должность директора налогового бюро и, позже, заместителя министра финансов. В 1911 году становится членом Палаты Пэров. В 1912 году вступил в партию Риккэн Досикай (яп. 立憲同志会), организованную Кацурой Таро, и занимает должность министра финансов в его третьем кабинете. В 1914 году вступил в партию Кэнсэйкай (яп. 憲政会) и повторно занял должность министра финансов во втором кабинете Окумы Сигэнобу.
В 1924 году стал министром внутренних дел в кабинете Като Такааки, работает над принятием законопроекта о всеобщем избирательном праве для всех совершеннолетних мужчин, в 1925 году работает над Законом о сохранении мира.
В январе 1926 года, после внезапной смерти действующего премьер-министра Като, принял обязанности председателя Кэнсэйкай и, вместе с ними, должность премьер-министра. Его первый срок закончился в апреле 1927 года, когда он был вынужден уйти в отставку в связи с начавшимся финансовым кризисом и интригами членов Тайного Совета.
В апреле 1931 года, после того как серьёзно раненый при покушении Хамагути Осати был вынужден уйти в отставку, Вакацуки занимает пост премьер-министра и председателя партии Риккэн Минсэйто (яп. 立憲民政党) которая являлась преемником Кэнсэйкай. Во время его второго срока происходит Мукденский инцидент, когда японская армия, расположенная в Маньчжурии, использовала взрыв на железной дороге, как повод для нападения на казармы китайских войск в Мукдене. Кабинетом Вакацуки было принято решение не допустить дальнейшей эскалации конфликта, но дислоцированные в Корее армии, без императорского приказа перешли китайскую границу и вторглись на территорию Маньчжурии. Правительство совершенно потеряло контроль над Квантунской армией, и Вакацуки ничего не оставалось, как санкционировать действия военных задним числом. Мукденский инцидент стал завершением карьеры Вакацуки, 13 декабря 1931 года он подал в отставку и отошел от политической деятельности. Однако он выступал против войны с Соединёнными Штатами, а после начала войны, он выступал за скорейшие примирение.